# ATP Challenger Johannesburg
Das ATP Challenger Johannesburg (offizieller Name: Soweto Open) war ein von 2009 bis 2013 stattfindendes Tennisturnier in Johannesburg, Südafrika. Es war Teil der ATP Challenger Tour und wurde im Freien auf Hartplatz ausgetragen. Im Jahr 2012 war das Turnier nicht in der Reihe der Challenger-Turniere, wurde jedoch 2013 noch einmal ausgetragen.

## Liste der Sieger

### Einzel
| Jahr | Sieger             | Finalgegner        | Ergebnis              |
| ---- | ------------------ | ------------------ | --------------------- |
| 2013 | Vasek Pospisil     | Michał Przysiężny  | 6:77, 6:0, 4:1 aufgg. |
| 2012 | nicht ausgetragen  | nicht ausgetragen  | nicht ausgetragen     |
| 2011 | Izak van der Merwe | Rik De Voest       | 6:72, 7:5, 6:3        |
| 2010 | Dustin Brown       | Izak van der Merwe | 7:62, 6:3             |
| 2009 | Fabrice Santoro    | Rik De Voest       | 7:5, 6:4              |

### Doppel
| Jahr | Sieger                          | Finalgegner                         | Ergebnis          |
| ---- | ------------------------------- | ----------------------------------- | ----------------- |
| 2013 | Prakash Amritraj Rajeev Ram     | Purav Raja Divij Sharan             | 7:61, 7:61        |
| 2012 | nicht ausgetragen               | nicht ausgetragen                   | nicht ausgetragen |
| 2011 | Michael Kohlmann Alexander Peya | Andre Begemann Matthew Ebden        | 6:2, 6:2          |
| 2010 | Nicolas Mahut Lovro Zovko       | Raven Klaasen Izak van der Merwe    | 6:2, 6:2          |
| 2009 | George Bastl Chris Guccione     | Michail Jelgin Alexander Kudrjawzew | 6:2, 4:6, [11:9]  |